# Akalla
Akalla är en stadsdel i Västerort inom Stockholms kommun. Stadsdelen tillhör Järva stadsdelsområde. Den ligger cirka 13 kilometer nordväst om centrala Stockholm på Järvafältet.  Utbyggnaden genomfördes 1972–1977, samtidigt som i Husby och Kista.

## Historia

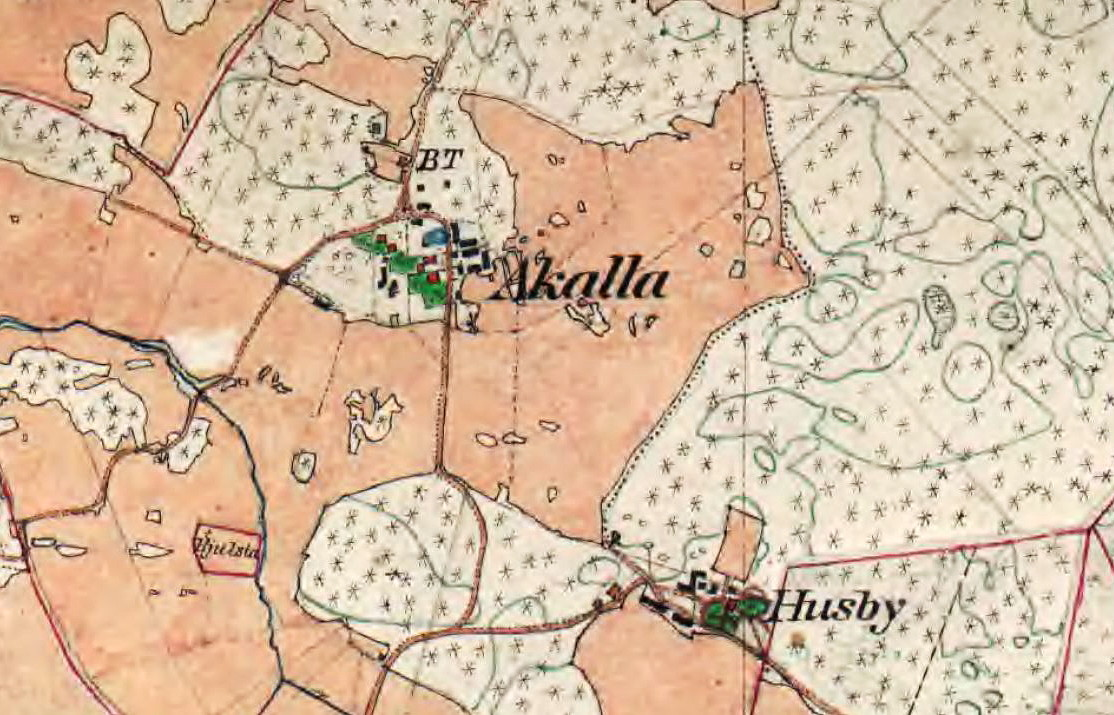
Akalla och Husby på Häradsekonomiska kartan från 1901-1906.

Akalla nämns första gången 1323 som Akarli, vilket då syftar på en by. Namnet innehåller ett fsv. *akærli, bildat till en inbyggarbeteckning *åkarlar ’de som bor vid ån’. Ån som det då syftas på är Igelbäcken som flyter genom området. Bosättningarna sträcker sig dock ännu längre tillbaka, och här finns ett fornlämningsområde med gravhögar.
Genom riksdagsbeslut 1905 kom staten att disponera hela Järvafältet, som Akalla är en del av som övningsområde för militären. Området var fram till 1948 en del av Spånga landskommun. 1949 inkorporerades i Stockholms stad som stadsdelen Järvafältet. Efter att marken sålts till staden 1965 började området exploateras som bostads- och industriområde. Den nya stadsdelen, som fram till 1980 hette Akalla gård, byggdes som en av de sista delarna i miljonprogrammet på 1970-talet. Området ingick i norra Järvastaden, som kom att bli en reaktion på det som man tyckte misslyckade södra Järvastaden, med Tensta i centrum, som byggdes under 1960-talet. Stadsdelen bildades 1971 ur stadsdelen Järvafältet.

## Bebyggelse

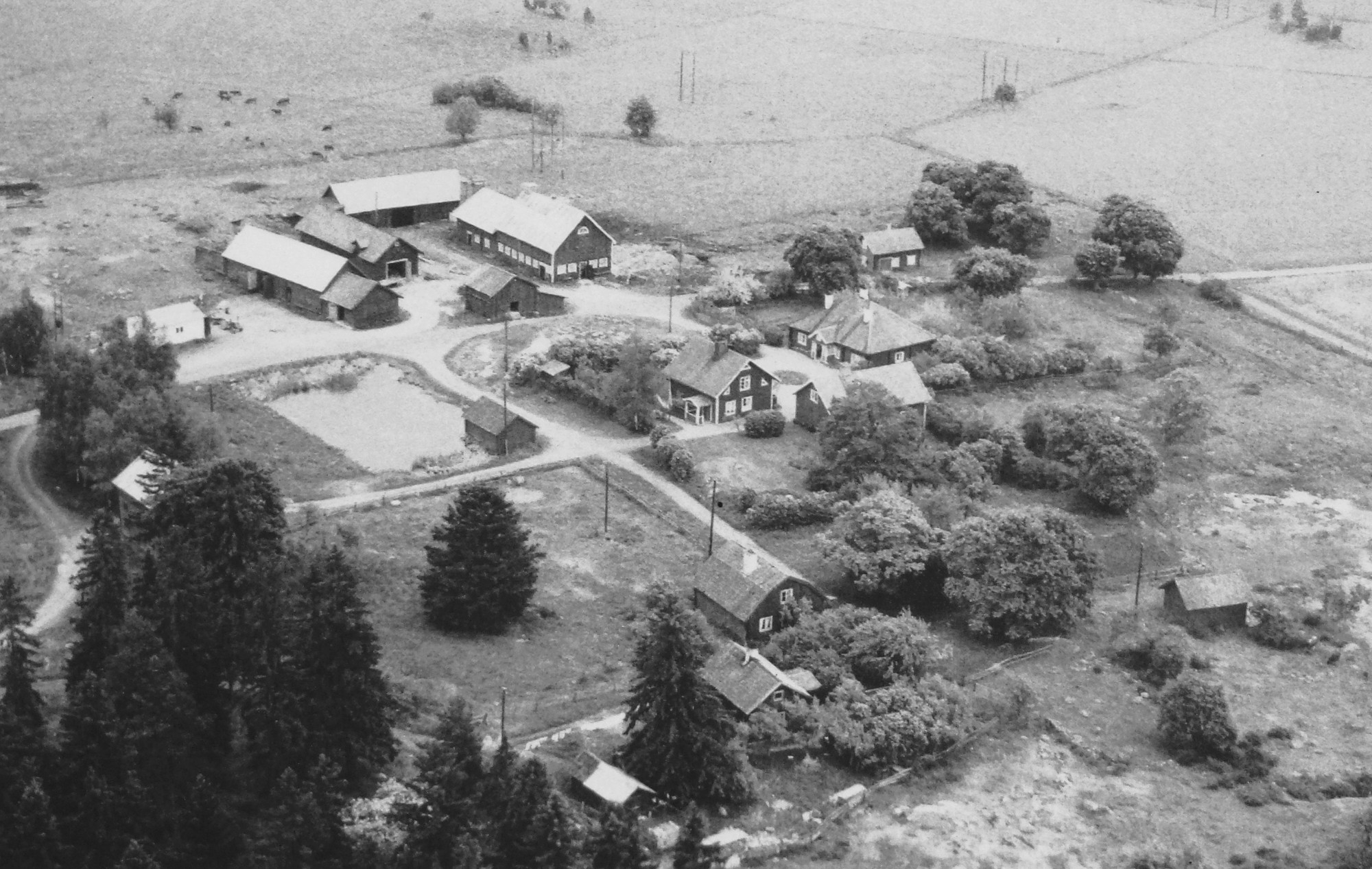
Akalla by från luften, 1964.

Bebyggelsen för Akalla, Kista och Husby kom till efter en nordisk idétävling som anordnades 1966. Detaljplanen färdigställdes 1969 och utbyggnaden genomfördes 1972–1977. Planen bygger på en likartad stadsstruktur i långa band med centrumanläggning och höghus i anslutning till tunnelbanestationerna. Bland arkitekterna fanns VBB, FFNS (med Lars Bryde) och fastighetskontorets egen arkitektavdelning. Inom stadsdelen finns fyra skolor, ett bibliotek samt Akalla kyrka.
Akalla domineras av de arton höghus som står på rad rakt igenom området. På södra sidan av de höga husen ligger centrum längs Sibeliusgången och på norra sidan höghusen finns lägre hus som bildar storgårdar med små skogsdungar och lekparker. Sydväst om Sibeliusgången finns det en del radhus och parhus. Genom dessa hus går den långa backen Slingerbulten, som slingrar sig mellan husen. Söder om Akalla intill Järvafältet ligger Akalla by, som består av äldre bevarad bebyggelse. Här finns bland annat bebyggelse från 1600-talet. Gården hålls levande med hjälp av 4H.  På båda sidor om Akalla by finns det radhusområden. I samband med utbyggnaden av Akalla på 1970-talet uppfördes Akalla värmeverk för att försörja stadsdelen med fjärrvärme. Akalla värmeverk drivs idag (2013) av Fortum Värme.
På Järvafältet finns ett koloniområde, samt Hästa gård som är Stockholms kommuns sista fungerade jordbruk. På Hästa gård hölls Stockholms stads fårhjord, som populärt kallades "Kungens får" fram till att staden avvecklade sin fårhållning.[källa behövs] Mangårdsbyggnaden restes på 1700-talet.
Stockholms stadsmuseum har bedömt att Akalla är en av de mest intressanta stadsdelarna från miljonprogrammets epok ur en kulturhistorisk synvinkel. Bidragande till detta är den tidstypiska och goda planeringen, samt en ofta högkvalitativ, mycket medveten, arkitektonisk utformning.

## Akalla arbetsplatsområde
I Akallas nordöstra sida ligger ett industriområde, med nästan samma yta som bostadsområdet. Bland de första företagen som etablerade sig här var SAAB-ANA (sedan 2017 Hedin bil) och svenska Renault. Idag finner man bland annat Bold Printing Stockholm (f.d. DNEX-tryckeriet), Microsofts Sverigekontor, BINAB:s asfaltverk och Akalla värmeverk samt några snabbmatsrestauranger. Genom industriområdet går Hanstavägen.

## Gator och vägar
I Akalla finns 46 namngivna gator och parker. De har, liksom de 22 kvarteren, försetts med finska geografiska namn medan gångvägarna är uppkallade efter finska personligheter.
Torneågatan består mestadels av röda och gula radhus. Till Torneågatan hör dock även ett par röda lägenhetshus. Genom hela området slingrar sig backen Slingerbulten, som har anslutning till alla Torneågatans nummer. Längs Sveaborgsgatan finns flera av de 18 höghus som kännetecknar Akallas bebyggelse. Gatan har också (i likhet med Sibeliusgången och Nystadsgatan) en nedgång till Akallas tunnelbanestation.

## Demografi
Folkmängden uppgår till cirka 9 100 invånare år 2018 och andelen invånare som är utrikes födda är cirka 60,4 procent respektive cirka 78,9 procent med utländsk bakgrund. Den vanligaste födelsekontinenten för personer med utländsk bakgrund år 2018 är Asien (56,5 procent av invånarna) följt av Afrika (19,5 procent av invånarna) samt följt av Europa (Norden utom Sverige, EU utom Norden, Europa utom EU) (17,7 procent).

## Bostäder
Flera av allmännyttans hyresrätter i Akalla omvandlades till bostadsrätter 2001, som en del av ett pilotprojekt för ombildningar i ytterstaden drivet av den borgerliga politiska majoriteten. För borgerliga politiker var detta ett sätt att minska [den ekonomiska] segregationen.
| Bostäder i flerbostadshus efter kategori | 1990   | 2014   |
| ---------------------------------------- | ------ | ------ |
| Hyresrätter                              | 50,1 % | 21,4 % |
| Bostadsrättsförening                     | 49,9 % | 78,6 % |

I den angränsande stadsdelen Husby är fördelningen av upplåtelseformer i flerbostadshus den omvända, med 21 % bostadsrätter.

## Sport
I Akalla finns bollplanen Akalla gårds BP som ägs av Stockholms kommun. Bollplanen består av en 11-mannaplan utan belysning.
Planen fungerade som hemmaplan för Akropolis IF från flytten från Kista IP under sent 1990-tal till 2015, då klubben flyttade till Spånga IP sedan Svenska Fotbollförbundet underkänt bollplanen för att användas inom svensk elitfotboll. Redan tidigare under 2010-talet hade Svenska Fotbollförbundet givit klubben dispens för att få spela sina hemmamatcher på bollplanen. Publikkapaciteten på Akalla gårds BP uppskattas ligga kring 2 000.

## Kända personer med anknytning till Akalla
- Evin Ahmad, skådespelare
- Robin Quaison, fotbollsspelare
- Feven, rappare
- Fredrik Eklund, fastighetsmäklare
- Nikki Amini, TV-profil

## Bildgalleri

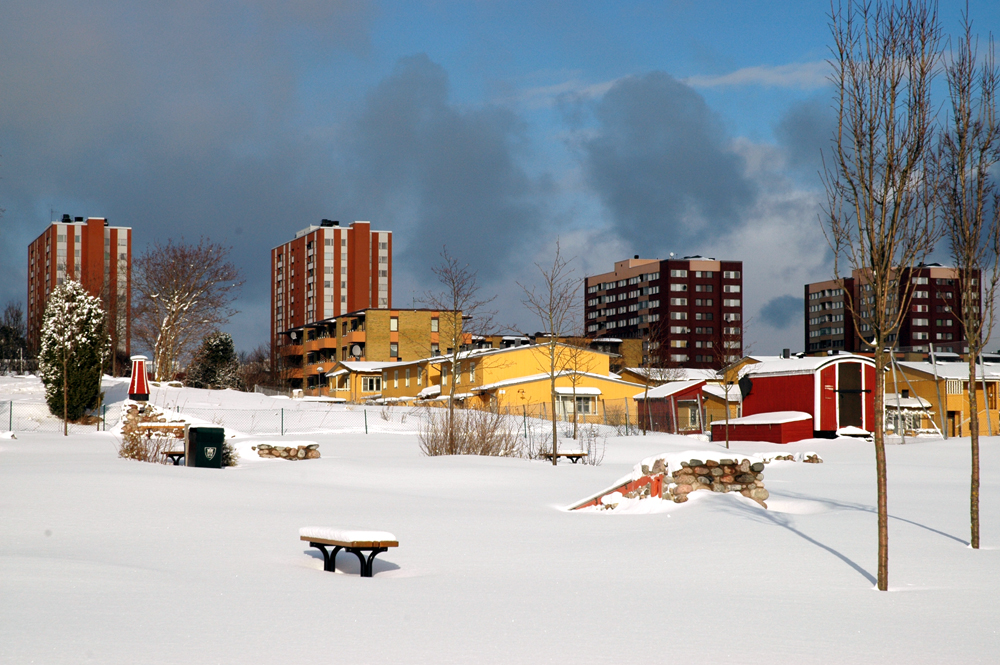
Akalla, vy från Akalla by.
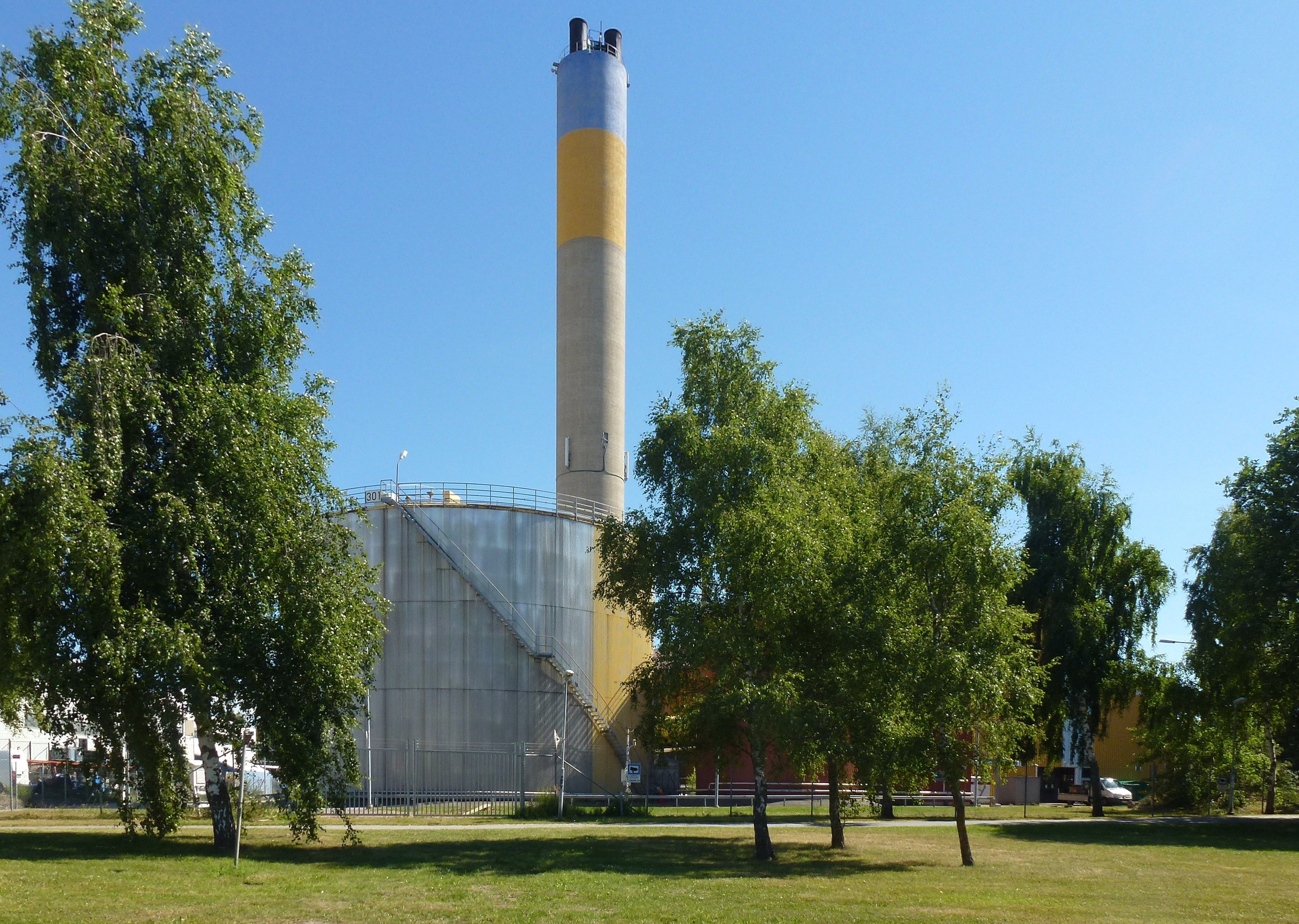
Akalla värmeverk.
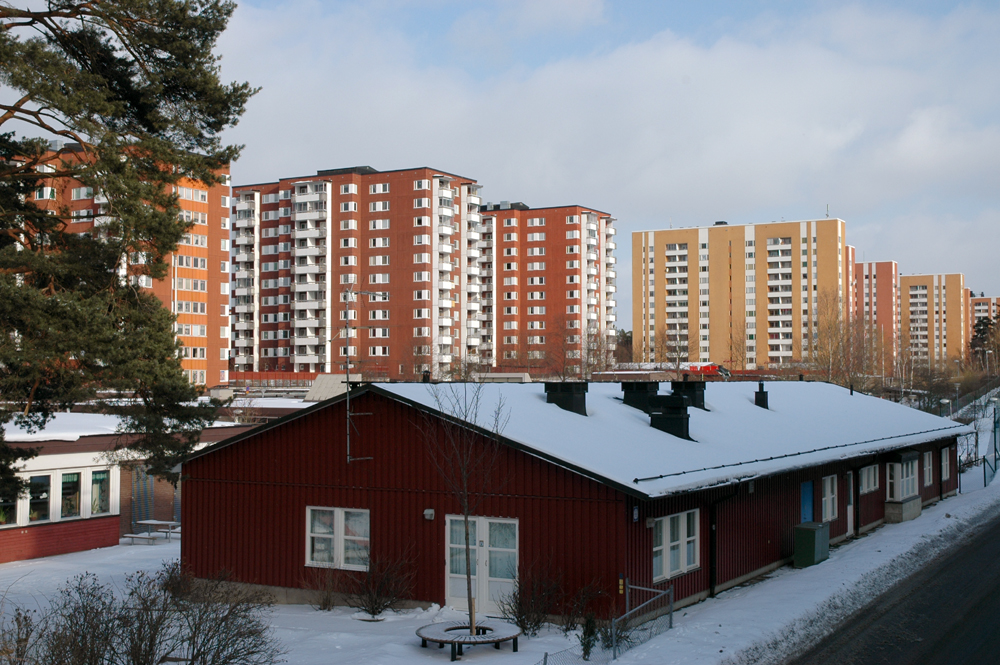
Sibeliusgången.
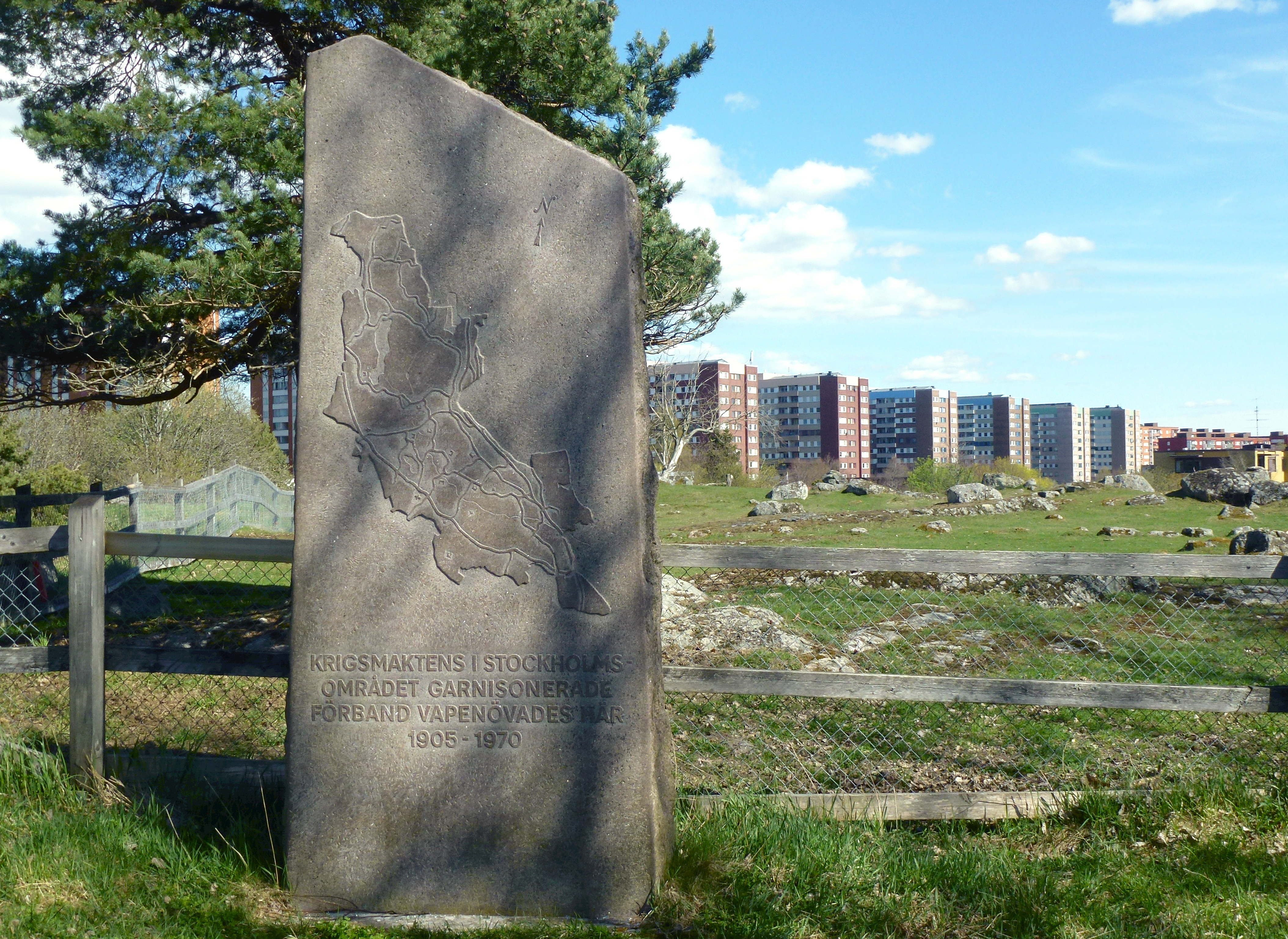
Minnesstenen intill Akalla by.
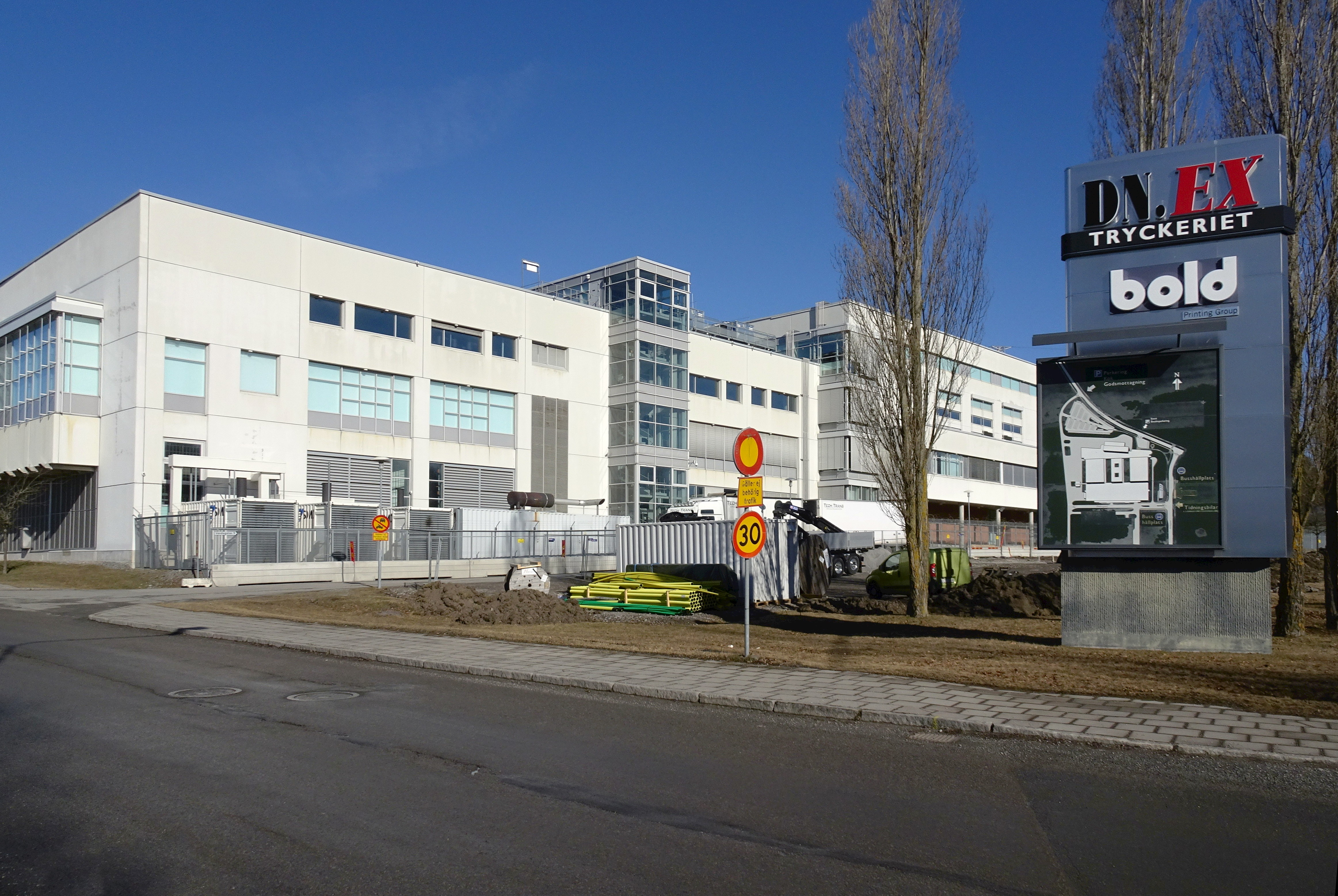
Bold Printing Stockholm (f.d. DNEX-tryckeriet).